# نور زندگی من
نور زندگی من (به انگلیسی: Light of My Life) فیلم درام آمریکایی به کارگردانی و نویسندگی کیسی افلک است. بازیگران این فیلم کیسی افلک، انا نیوسکی، تیموتی وبر و تام باور هستند.

## داستان
داستان فیلم دربارهٔ پدری می‌باشد که همراه با دخترش در تلاش برای نجات او از اپیدمی شده است که فقط زنان را هدف میگیرد. 

## منبع
مشارکت‌کنندگان ویکی‌پدیا. «نور زندگی من (فیلم)». در دانشنامهٔ ویکی‌پدیای انگلیسی، بازبینی‌شده در ۵ اوت ۲۰۲۴.